# Gmina Leksand
Gmina Leksand (szw. Leksands kommun) – gmina w Szwecji, w regionie Dalarna, siedzibą jej władz jest Leksand.
Pod względem zaludnienia Leksand jest 142. gminą w Szwecji. Zamieszkuje ją 15 504 osób, z czego 50,55% to kobiety (7838) i 49,45% to mężczyźni (7666). W gminie zameldowanych jest 256 cudzoziemców. Na każdy kilometr kwadratowy przypada 12,64 mieszkańca. Pod względem wielkości gmina zajmuje 78. miejsce.